# Венера Савіньянська

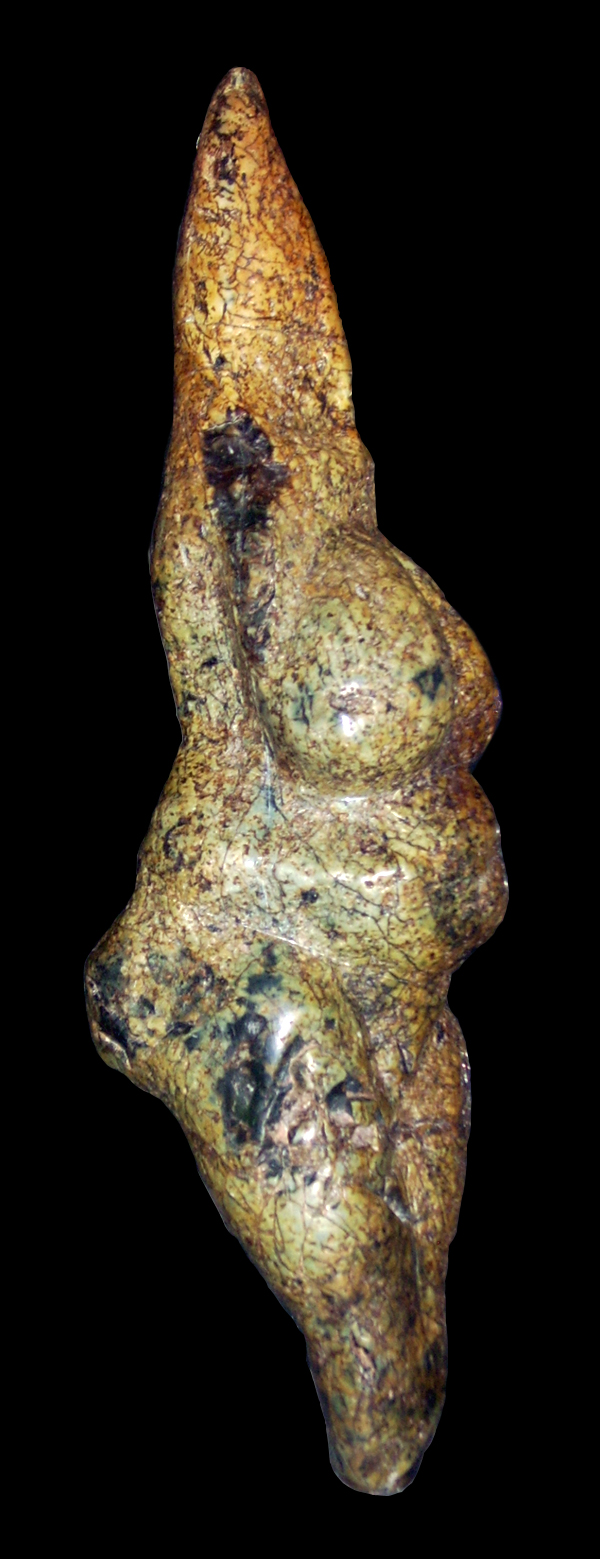
профіль

Венера Савіньянська (італ. Venere di Savignano) — палеолітична Венера з серпентина, знайдена в 1925 році в комуні Савіньяно-суль-Панаро в Італії.

## Історія виявлення
Статуетку було знайдено в 1925 році в італійській комуні Савіньяно-суль-Панаро неподалік від Модени місцевим жителем Оліндо Замбеллі в ході будівельних робіт на глибині близько 1 м. Дружина порадила Замбеллі викинути непотрібний «камінець», однак замість цього фермер відніс знахідку художнику і скульпторові Джузеппе Граціозі, який викупив Венеру і передав її в Музей Пігоріні.

## Характеристика
Савіньянська венера є статуеткою біконічної форми висотою близько 22 см, тим самим вона є однією з найбільших у своєму роді. Найбільш детально опрацьовані форми грудей, сідниць і живота, також позначені контури ніг. Можна припустити, що стародавній скульптор при створенні свого твору безпосередньо виходив з обрисів обраного фрагмента серпентину.
Датування венери з Савіньяно викликає складності через те, що вона була передана вченим без археологічного контексту. Крім того, Замбеллі ретельно помив свою знахідку, тим самим знищивши сліди органіки і ґрунту. В результаті дослідники спробували визначити час створення статуетки за допомогою відповідних аналогій. Уже в 1925 році молодий археолог Паоло Граціозі (син Джузеппе Граціозі) співставив знахідку з періодом верхнього палеоліту, що однак суперечило думці директора Музею Пігоріні Уго Антонієллі, який вважав Савіньянську венеру неолітичною. Проте, подальші дослідження довели, що статуетку було створено понад 20 тис. років тому і вона належить до граветської культурі верхнього палеоліту.

#### Ресурси Інтернету
- Вікісховище має мультимедійні дані за темою: Венера Савіньянська
- Archeofilia ha visitato per voi… La Venere a Savignano, Archeofilia.com